# Golfclub Almeerderhout

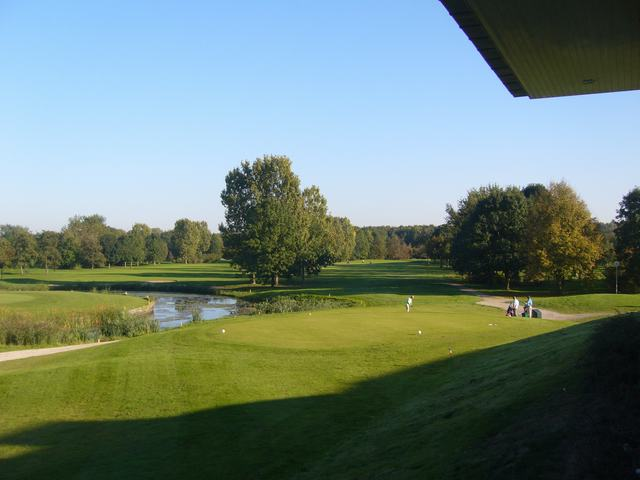
Overzicht van de golfbaan

Almeerderhout is een Nederlandse golfclub in Almere.

## De baan
Vanaf het begin heeft Almeerderhout 18 holes gehad en een 9 holes Par3-oefenbaan, ontworpen door Joan Dudok van Heel. Later werden nog 9 holes aan toegevoegd ontworpen door Bruno Steensels. Op 10 september 1988 werd de club door Prins Claus geopend. Op dezelfde dag verleende de Nederlandse Golf Federatie de officiële B-status aan de golfclub. Op 18 oktober 1989 werd de A-status verleend.
De baan heeft een A-status. De 27 holes zijn verdeeld in drie lussen van 9 holes (IJmeer, Gooimeer en Markermeer, alle drie Par 36). Iedere lus heeft een lengte van ruim 3000 meter. De langste hole is Markermeer 2, met een lengte van 522 meter vanaf de men ’s backtee.
Er is een Driving Range met een grotendeels overdekte afslag, drie oefenbunkers, twee chippinggreens en een puttinggreen. Bovendien beschikt Golfclub Almeerderhout over een volwaardige 9-holes Par 3, waarvan de langste hole ruim 150 meter is.

## Het clubhuis
Op 3 januari 1988 werd het clubhuis geopend. Het ontwerp is gemaakt door architect Willem Adriaan Quispel. Na een brand is er een nieuw groter Clubhuis neergezet. In het multifunctionele clubhuis met op de begane grond de receptie, secretariaat, twee kleedkamers voor heren en dames, en de golfshop van Foregolfers en is op de eerste verdieping het restaurant gevestigd. 

## De vereniging
Met ruim 1800 leden is Almeerderhout één van de grootste clubs van Nederland. De sfeer binnen de vereniging is vriendelijk en saamhorig. Er worden veel activiteiten georganiseerd door en voor leden. De vereniging is NGF ‘Committed to Jeugd’ en ‘Committed to Family’. Daarnaast is er ook een Businessclub met ruim 80 leden.

## Professionals
Pro's die op Almeerderhout les geven zijn Marald van Reijsen, Marcel Vollema, Margriet Kragten, Tom Stam en Charlotte Lemstra.